# Roman Pająk
Roman Pająk (ur. 2 lipca 1891 w Wilkowyjach, zm. 8 lipca 1964 w Katowicach) – artysta malarz, wykonawca prac o różnej tematyce: portretów, martwych natur, pejzaży. Najbardziej znany z prac o charakterze religijnym – obrazów i polichromii, zdobiących do dziś kościoły na Górnym Śląsku i we Francji. 
Roman Pająk urodził się w rodzinie o tradycjach malarskich, malarką była jego matka, Agnieszka z domu Buczek. Wkrótce po narodzinach Romana rodzina Pająków przeprowadziła się do Piotrowic (obecnie południowa dzielnica Katowic). W wieku kilkunastu lat pierwszy raz zajął się zawodowo malarstwem, pracując na zlecenie jednej z mikołowskich firm. Następnie celem poprawy warsztatu malarskiego wyjechał do Westfalii, zdał egzamin kwalifikacyjny w Münster i podjął pracę w pracowni malarstwa artystycznego i dekoracji w Magdeburgu. W 1913 przeprowadził się do Berlina, gdzie zapoznawał się z technikami dawnych mistrzów oraz współczesnych mu wykładowców z berlińskiej Akademii Sztuk Pięknych. 
W czasie I wojny światowej wcielony do armii pruskiej i wysłany na front rosyjski. Został internowany w Taszkencie, a następnie zesłany na Syberię. Po uwolnieniu przez bolszewików zdecydował się na powrót do rodzinnych Piotrowic. Środki na utrzymanie i podróż czerpał z malowania portretów. Dotarł do Władywostoku, a następnie drogą morską do Marsylii. Po powrocie na Górny Śląsk wziął udział w III powstaniu śląskim. Następnie wyjechał do Francji, gdzie trudnił się malowaniem i pracami dekoracyjnymi w Lille, Paryżu, Lens i innych miastach, pracując głównie na zlecenie parafii katolickich, dla których wykonywał dzieła o tematyce religijnej. Do Piotrowic powrócił w 1925 i założył swoje atelier. W tym okresie malował m.in. polichromie i freski o tematyce życia św. Franciszka z Asyżu w klasztorze franciszkanów w Panewnikach oraz wykonał dekorację malarską wnętrza siedziby Sejmu Śląskiego. W wieku 40 lat zawarł związek małżeński z katowiczanką Klarą Bartoń. Małżeństwo to wychowało sześcioro dzieci. 
W okresie II wojny światowej był robotnikiem w firmie Th. Pilawa w Szopienicach. Po jej zakończeniu powrócił do malowania obrazów o tematyce religijnej i prac przy zdobieniu kościołów. Jego ówczesne prace można oglądać m.in. w kościołach w Chorzowie, Rybniku, Cieszynie czy Brzeziu nad Odrą. 
W 1949 zatrudnił się w PSS „Społem” w Szopienicach, gdzie przyjmował zlecenia na malowanie prac o charakterze propagandowym w nurcie socrealizmu (portrety przywódców partyjnych, godła państwowe, prace propagandowe). Ponadto przyjmował zlecenia prywatne, głównie na portrety. Czynił to również po przejściu na emeryturę.
Od 1956 w jego twórczości pojawiają się motywy fantastyki naukowej, stworzył m.in. cykl obrazów „Życie na Marsie”.
Roman Pająk zmarł 8 lipca 1964 w swoim domu w Piotrowicach. Został pochowany na cmentarzu w Katowicach-Panewnikach.
Synowie artysty: Stefan, Wiktor i Zygmunt poszli w ślady ojca, również zostając malarzami.
Najmłodszy brat Romana: Hieronim (którego po ojcu nazywano Maciej), także pracował jako malarz i tworzył wiele obrazów. Jego synowie: Faust, Hieronim, Gotfryd i Jan zostali malarzami. Również dzieci Jana i Agnieszki z domu Ryszka odziedziczyli talent malarski. Katarzyna - skłonności malarsko-artystyczne, Kornelius - malarstwo ścienne, Gabriel - malarstwo artystyczne, ścienne i Dawid - malarstwo ścienne i lakiernictwo. Wszyscy zamieszkali w Niemczech.
Malarzowi z rodziny Pająków poświęcony jest utwór grupy Dżem „Ballada o dziwnym malarzu”. zamieszczony na płycie Cegła.